# أوتروبيوس (قنصل)
أوتروبيوس هو سياسي وقنصل روماني بيزنطي من القرن الرابع الميلادي، ولد في بلاد النهرين وأخذ كعبد إلى القسطنطينية وثم خدم كخصي في بلاط الإمبراطور ثيودوسيوس الأول الذي أعتقه وجعله يرعى ابنه أركاديوس، بعد وفاة الإمبراطور ثيودوسيوس في سنة 395، بدأ يحاول ان يصبح مقرب من الإمبراطور أركاديوس ولأجل ذلك قام بالتخلص من روفينوس الرجل الثاني في الدولة وقنصل بيزنطة حينها. بعد ذلك رتب للإمبراطور زواجه من إيليا أودوكسيا إحدى بنات قائد الجيش فلافيوس باوتو الفرنجي الأصل ليحاول اضعاف سلطة الإمبراطور الضعيف. تمكن من هزم الهون في إحدى معاركه ليكتسب ثقة الإمبراطور ليعينه كقنصل وليصبح أول خصي يصل لهذا المنصب، اعداءه بقيادة غايناس قائد الجيش لم يسروا بهذا فحاولوا التخلص منه واستعان غايناس بكل من زوجة الإمبراطور يودوكسيا ويوحنا ذهبي الفم، وعندما عزل من منصبه اتجه نحو مذبح الكنيسة لكي يتستر لكن الشعب اخرجه من هناك وتم تنفيذ حكم الإعدام عليه بتهمة قتل روفينوس.